# Viktor Pokrovski
Pour les articles homonymes, voir Pokrovski.
Victor Leonidovitch Pokrovski (russe : Ви́ктор Леони́дович Покро́вский, né en 1889 dans le gouvernement de Nijni Novgorod et mort le 8 novembre 1922 à Kyoustendil (Bulgarie) est un lieutenant-général de l'armée russe, vétéran de la Première Guerre mondiale et de la guerre civile russe. En 1919 il succède au général baron Wrangel à la tête de l'armée du Caucase.

## Biographie
Diplômé de l'école des cadets d'Odessa (1906), de l'institut militaire Pavel (1909, major de promotion), suit des cours d'aviation à l'institut polytechnique de Saint-Pétersbourg (1912—1913), diplômé de l'école d'aviation de Sébastopol (1914).

### Première Guerre mondiale
Pokrovski sert dans le 10e régiment petit-russe de grenadiers du général-maréchal comte Roumiantsev-Zadounaïski au rang de capitaine. Par la suite il devient pilote commandant d'escadrille et, en 1916, commandant de la 12e compagnie d'aviation à Riga. il est le premier pilote russe à capturer un aéroplane ennemi avec son pilote. Il reçoit une épée de Saint-Georges ainsi que l'ordre de Saint-Georges de IVe rang.

### Guerre civile
Pokrovski prit une partie active au mouvement blanc dès le début de 1918. Sur ordre de la rada du Kouban il forme un détachement volontaire (Armée du Kouban) fort de 3 000 hommes de janvier à mars 1918. La première petite unité de Pokrovski (environ 300 cosaques) infligea aux rouges lors de ses premiers combats (21-23 janvier 1918) une lourde défaite non loin d'Enem, à la stanitsa Gueorguié-Afipskaïa. Le 3 février 1918, il retourne à Ekaterinodar, qu'il dut toutefois rapidement quitter sans combats, le 13 mars (28 février) 1918, sous la pression des forces de Sorokine en grande supériorité numérique.
Le 14 mars 1918, la rada du Kouban nomme Pokrovski commandant de l'armée du Kouban ainsi que colonel, dès le 27 (13) mars il est de nouveau promu, au rang de général-major. Cette carrière fulgurante explique la certaine méfiance qu'éprouvaient les chefs de l'armée des volontaires vis-à-vis de ce « général-minute ». Anton Dénikine le décrira comme suit :
« Pokrovski était jeune, de rang inférieur, sans grande expérience militaire et inconnu de tous. Mais il fit preuve d'une énergie bouillonante, était brave, dur, ambitieux et ne s'encombrait pas de préjugés moraux… Ceci étant il fit ce que ne parvenait pas à faire des hommes plus établis et plus gradés : réunir un détachement qui représentait de facto la seule force capable de combattre les bolchéviques. »
Après la jonction avec l'armée des volontaires du général Kornilov le 27 mars 1918 à l'aoul Chendji, l'armée du Kouban, forte de 3 000 hommes, fut intégrée à l'armée des volontaires (2 700 hommes dont 700 blessés) et placée sous le commandement du général Kornilov.
En avril-juin 1918, il commande les troupes de la région du Kouban, en juin-août 1918 la 1re brigade du Kouban. D'août 1918 à janvier 1919 il commande la 1re division de cavalerie du Kouban, à partir du 3 janvier 1919 le 1er corps d'armée du Kouban. À partir de juillet 1919 il commande un groupe d'unités du Caucase à proximité de Tsaritsyne et captura Kamychine sur la Volga.
Le 9 septembre 1919, il tomba malade et confia le 1er corps du Kouban au général Pisarev. Après son rétablissement il est nommé responsable des arrières de l'armée du Caucase (d'octobre à novembre 1919). Dans cette fonction il organisa, sur les ordres du général Wrangel, la dissolution de la rada du Kouban, accusée de séparatisme.
Du 26 novembre 1919 au 21 janvier 1920, il commande l'armée du Caucase, remplaçant à ce poste le général Wrangel, qui dressa le portrait suivant de Pokrovski :
« Un esprit sortant de l'ordinaire, rayonnant d'énergie, d'une force de volonté énorme et d'une grande ambition, il était en même temps peu regardant quant aux moyens, enclin à l'aventure. »
Il fut démis de ses fonctions après l'anéantissement de ses troupes par les assauts de l'Armée rouge.
Pokrovski était réputé pour sa brutalité : les témoins de l'époque rapportent que là où se dressait l'état-major de Pokrovski, il y avait de nombreux fusillés et pendus sommairement, pour des sympathies bolchéviques supposées. On lui attribue les citations « la vue d'un pendu rend le paysage plus vivant » et « la vue d'une potence ouvre l'appétit. L'historien russe S. V. Karpenko donne le portrait suivant de Viktor Pokrovski :
« Sa réputation effrayante de bourreau était renforcée par son allure. Voûté et de petite taille, vêtu d'une éternelle tcherkesse, au front renfrogné, avec un nez en crochet et un regard perçant rappelant un fauve sans merci de la steppe. L'apparence menaçante des officiers armés jusqu'aux dents de sa suite personnelle, des Ingouches et des Tchétchènes, renforçait l'atmosphère de peur autour de leur chef respecté. »

### L'exil
Ne recevant pas de poste de commandement dans l'armée russe du général Wrangel, il émigre de Crimée en Bulgarie en avril 1920. À partir de 1921 il réside à Varna et prépare le débarquement au Kouban de forces armées et de cadres politiques de l'armée blanche pour l'organisation de propagande et de sabotages anti-bolchéviques. La police bulgare eut vent de la création d'une organisation militaire blanche (le premier ministre bulgare de l'époque, le socialiste Alexandre Stamboliyski, poursuivait une politique très méfiante par rapport aux russes blancs), elle organisa des perquisitions et arrestations qui mirent fin aux projets de débarquement. Pokrovski dut quitter Varna et passer dans l'illégalité.
Le 3 novembre 1922 des membres de l'organisation de Pokrovski assassinent à Sofia Alexandre Agueïev, activiste au service du gouvernement soviétique incitant les cosaques à retourner en Russie. Dans le cadre de l'enquête sur cet assassinat les policiers bulgares (selon certains an coopération avec des agents soviétiques) se rendirent à Kyoustendil, où se trouvait Pokrovski. Lors de la tentative d'interpellation le général opposa une résistance armée et fut mortellement blessé.